# Henrique da Cunha Gago
Henrique da Cunha Gago foi um bandeirante. Nasceu em 1560 em São Vicente e fez seu testamento em São Paulo em 18 de novembro de 1623, morrendo no ano seguinte.
Sua família e descendência constam da «Genealogia Paulistana» de Silva Leme, no volume V. Segundo Silva Leme, seu pai Henrique da Cunha era amigo do almirante português Martim Afonso de Sousa, que com ele passou a São Vicente em 1531 trazendo sua mulher Filipa Gago. Henrique da Cunha pertencia à família dos Cunhas, os quais dizem proceder de D. Fruela II rei de Leão, Astúrias e Galiza no ano de 923. Já Filipa Gago era parenta próxima do primeiro capitão-mor governador-locotenente do donatário da capitania de São Vicente, Antônio de Oliveira, cavalheiro fidalgo da casa de el-rei D. João III de Portugal. Tiveram cinco filhos, que foram Isabel da Cunha, Maria da Cunha, Marta da Cunha, este Henrique da Cunha Gago objeto do presente verbete e ainda João da Cunha Gago.
Henrique da Cunha Gago, que acabaria sendo referido por O Velho, porque teve um filho com o mesmo nome a quem se referiam como O Moço, foi morador de São Paulo de Piratininga e casou três vezes: com Isabel Fernandes (morta em 1599), filha do capitão Salvador Pires e de sua segunda mulher Mécia Fernandes ou Mécia-uçu, mameluca; Catarina de Uñate (ou Unhate, morta em 1613) filha de Luís de Uñate e Maria Antunes e neta de Diogo de Uñate, escrivão da Ouvidoria e Fazenda da capitania de São Vicente, fundador de Paranaguá; e Maria de Piña ou Pinha, filha de Brás de Pinha ou Piña. Teve numerosos filhos. Um neto seu, chamado também Henrique da Cunha Gago, em 1660 seria o representante da família Pires a fazer o pacto de harmonia com José Ortiz de Camargo, representante da família Camargo, que estavam em guerra civil, ateada pelas ambições das duas famílias que por longos anos disputavam os cargos do governo.
Grande sertanista, fez entradas com Afonso Sardinha o Moço em busca de ouro e de índios para escravizar, como em 1598 no sertão do Jeticaí.
Em 1602 acompanhou a bandeira de Nicolau Barreto ao Guairá. Chefiou mais tarde uma entrada nessa direção, morrendo no chamado "sertão dos carijós".